# Pinamar
Pinamar är en kommunhuvudort i Argentina.   Den ligger i provinsen Buenos Aires, i den sydöstra delen av landet, 300 km sydost om huvudstaden Buenos Aires. Pinamar ligger 15 meter över havet och antalet invånare är 39 371.
Terrängen runt Pinamar är mycket platt. Havet är nära Pinamar åt sydost. Pinamar är det största samhället i trakten. 
Runt Pinamar är det i huvudsak tätbebyggt.